# 中園駅
中園駅（なかぞのえき）は、北海道釧路市中園町にあった、雄別鉄道雄別本線の駅である。同線の廃止とともに廃駅となった。

## 概要
周辺地区の人口増加に伴い、通勤・通学のために旅客駅として開設された。

## 歴史
- 1960年（昭和35年）3月1日：雄別鉄道の旅客駅として開業。委託駅。
- 1970年（昭和45年）4月16日：当路線廃止に伴い廃駅。

## 駅構造
南側に駅舎と板張りの単式ホームを有していた。

## 駅周辺
- 釧路労災病院
- 北海道釧路江南高等学校

## 隣の駅
雄別鉄道
雄別本線
新釧路駅 - 中園駅 - 雄鉄昭和駅